# نقاشی‌درمانی
نقاشی‌درمانی شاخه‌ای از هنردرمانی است.
ترسیم کردن توانست خیلی زود به عنوان یک تکنیک نتیجه بخش برای تشخیص شرایط آسیب شناختی بکار رود. به‌طوری‌که از همین امکان تشخیص ابتدایی، به تدریج روش‌های منظم بسیاری به وجود آمد که امروز آن‌ها را آزمون نقاشی می‌نامند. این آزمون‌ها در تحلیل روانکاوانه پدید آورنده اثر نقش به سزایی دارد.
در سال۱۹۲۵ نولان لوئیس به عنوان یک تحلـیل‌گرروانی استفاده از نقاشی‌آزاد را برای تحلیل رفتار بزرگسالان روان رنجور آغاز کرد. و این شاخهٔ تازه تأسیس بسرعت به عنوان یک پارامتر اساسی در کار روانشناسان جای مناسبی یافت.
هدف نقاشی‌درمانی فراهم آوردن فرصتی برای افراد بود تا از طریق رنگ‌ها و خطوط احساسات، عواطف، نیازها و حتی دانسته‌های خود را آزادانه و به نحوی که مایل اند بیان کنند. نقاشی و سایر هنرها مانند پلی میان دنیای درون و واقعیت‌های بیرونی قرار می‌گیرند و تصویر مانند یک میانجی در فاصله این درعمل کرده و جنبه‌های خودآگاه و ناخودآگاه، گذشته شته، حال و آیندهٔ فرد را بازگو می‌کند[دی لئو، جوزف (۱۳۷۵)]. نقاشی بیش از آنکه در تشخیص اختلال‌های روانی بزرگسالان مفید باشد، درشناخت و درمان مشکلات کودکان سازش نیافته، پرخاشگر و بیقرارمناسب تر است و برای این گونه کودکان زمینه‌ای فراهم می‌کند تا قابلیت و خلاقیت خود را بروز دهند.
روند ساختن، ترسیم و نقاشی فرایند پیچیده‌ای‌است که د در طی آن کودک اجزای گوناگونی از تجربیاتش را برای پدیدآوردن کلـیت یک اثر معـنادار مورد استفاده قرار می‌دهد. در این فرایند تولیدی، کودک در قالب یک اثر هنری، چیزی بیش از محصول و در واقع بخشی از خود را به ما بازمی‌نمایاند؛ اینکه چگونه فکر می‌کند، چه احساسی دارد و چگونه می‌بیند ؟.[] به هنگام ترسیم، فرد نه تنها خود را به شکل غیرکلامی، بیان می‌دارد و از این طریق پویایی روانی و ارتباط بین فردیش را به نمایش می‌گذارد بلکه تعارضات بسیار عمیق خود را نیز فرا فکن می‌سازد؛ بنابراین با استفاده از این ابزار می‌توان نخستین علائم آسیب‌های روانی افراد را شناسایی کرد

## شیوه‌های اجرایی

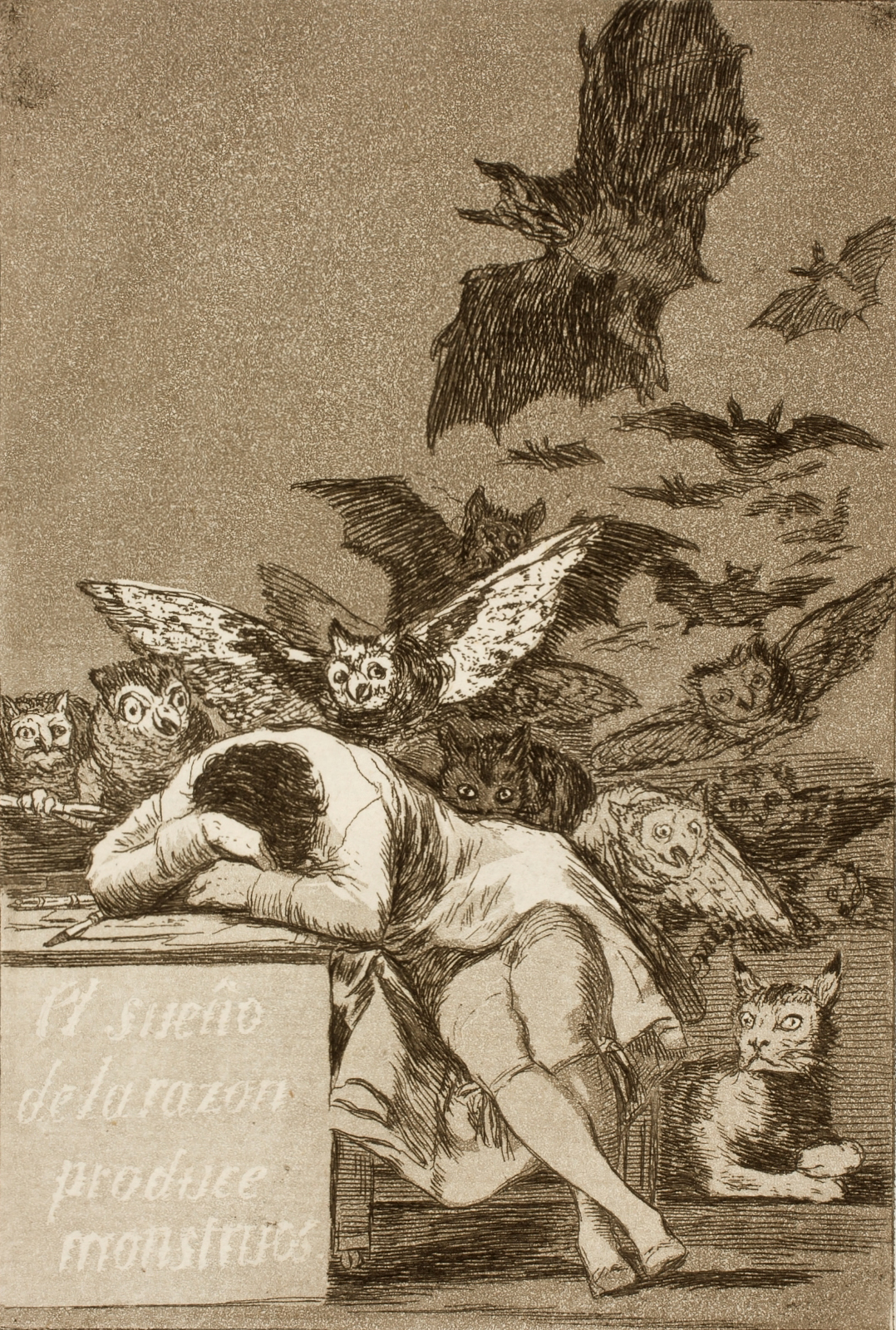
گویا

- - ۱-جلسات متوالی نقاشی‌آزاد برای دانش آموزان ترتیب داده می‌شود؛ بدین صورت که کلیهٔ وسایل نقاشی مانند: ماژیک، مداد، مدادرنگی، مداد شمعی، گواش، آبرنگ در رنگ‌های متنوع در اختیار دانش آموزان قرار گرفته و طی یک جلسه ابتدایی شیوهٔ استفاده از هر کدام از این ابزارها برای آنان تشریح و امتحان می‌شود. در جلسات بعدی ورقه‌ای سفید در اختیار هر کدام از آنان قرار گرفته و از افراد خواسته می‌شود تا هر موضوعی را که به آن علاقه و اشتیاق دارند به صورت کاملاً آزادانه و فارغ از دغدغه‌های تکنیکی و پرداختن به جزئیات، نقاشی کنند.

اگر در طول جلسه کودکی از ترسیم نقاشی امتناع کند تعقیب هدف درمانی ایجاب می‌کند تا در معرض اصرار و تحمیل قرار نگیرد. اما در صورت ترسیم و اتمام نقاشی از کودکان خواسته می‌شود تا به اختصار در مورد آنچه که کشیده‌اند و آنچه که دیگران ترسیم کرده‌اند اظهار نظر نموده و به بحث و گفتگو بپردازند. این‌گونه بحث‌ها در کلاس و در پایان جلسات نقاشی می‌باید صرفاً در خصوص محور محتوایی نقاشی‌ها بوده و از ورود به مباحث مربوط به ساختار و تکنیک بدور باشد. آثار نقاشی شده در پایان هر جلسه جمع‌آوری شده و تا آخر دوره نگهداری می‌شود و در پایان دوره یکبار دیگر تمامی آثار نقاشی شده به وسیله دانش آموزان د ر معرض تماشای همه و مورد بررسی گروهی قرار می‌گیرد و از این طریق میزان پیشرفت ارزیابی و درک تغییرات حاصل شده برای هر یک از آنان مقدور می‌گردد.
در پژوهشی که به همین شیوه و به وسیله دکتر احمد به پژوه و فریده نوری در سال ۱۳۸۰ برای «بررسی تأثیر نقاشی درمانی در کاهش رفتارهای پر خاشع گرانهٔ دانش آموزان عقب ماندهٔ ذهنی تهران» در دو گروه آزمایشی و کنترل (هر گروه شامل۶۰ نفر) از میان ۲۰ مدرسهٔ پسرانه تهران انجام شده‌است نتایج ذیل بدست آمده: در مرحلهٔ نخست نتایج آزمایش‌هایی که با استفاده از تکنیک‌های «بندر – گشتالت» آزمون گودیناف، ماتریس پیش‌رونده بدست آمده نشان می‌دهد که میانگین نمرات مربوط به رفتارهای پرخاشگرانهٔ افراد مورد مطالعه از نظر والدین در هر گروه آزمایشی و کنترل در مرحله پیش آزمون مشابه یکد یگر بوده و اختلال ف معنی دارای وجود نداشته‌است. در این پژوهش طی ۱۲جلسهٔ نقاشی درمانی به عنوان یک برنامه مداخله‌ای بار دیگر نظر سنجی والد ین انجام شد و نتایج ذیل حاصل گردید.
نقاشی‌درمانی بر کاهش رفتارهای پرخاشگرانه دانش آموزان عقب مانده ذهنی مؤثر بوده و بررسی یافته‌های غیرکمی در این پژوهش نشان می‌دهد که استفاده از جلسات نقاشی‌درمانی برای دانش‌آموزان ابتدایی عقب مانده ذهنی به سبب ایجاد زمینه‌های مناسب برای برون‌افکنی هیجانها، احساسات و افکار، منجر به سازگاری عاطفی و اجتماعی آنان می‌شود. یافته‌های این پژوهش با یافته‌های نازنین مددی که به «بررسی تأثیر نقاشی درمانی در کاهش اختلالهای هیجانی در کودکان عادی» پرداخته بود همخوانی دارد[مددی، نازنین(۱۳۷۹)]همچنین بررسی نمرا ت دانش آموزان نشان می‌دهد که نقاشی درمانی حتی در مورد دانش آموزان عقب مانده ذهنی کمتر از ۷ سال با بهره هوشی حدود ۴۰ درصد که قادر به ترسیم تصاویر دقیق نیستند نیز می‌تواند مؤثر باشد. [مددی، نازنین (۱۳۷۹)]
از بارزترین نکات مشاهده شده در جلسات نقاشی درمانی که به وسیله نویسنده در آموزشگاه‌های آزاد هنری شهر تهران از دانش‌آموزان عادی ۴ تا۱۰ سال به صورت تحقیقی میدانی در فاصله سال‌های ۸۲ – ۸۰ صورت گرفت موارد ذیل قابل تشخیص بود:
معمولاً بعضی از کودکان بالاخص در سنین ۴ تا ۶ سال در جلسات اولیهٔ نقاشی درمانی به طریق معمول با شیوه‌های مختلف از جمله تمارض یا ابراز بی‌حوصلگی و گهگاه به بهانه عدم توانایی در ترسیم از مشارکت در فعالیت خودداری می‌کنند، اما در جلسات بعدی با مشاهده فعالیت سایر اعضای گروه، آنان نیز در جلسات مشارکت جسته و گاهی خود را فعال تر از سایرین نشان می‌دهند.

روستاییدراکراین

- - ۲- یک جعبه مداد رنگی شامل هفت رنگ: آ بی، سبز، زرد، بنفش، قهوه‌ای، قرمز، سیاه و یک مداد معمولی، یک پاک کن و یک برگ کاغذ A۴ به صورت عمودی دراختیار کودکان قرار می‌گیرد و به آنان گفته می‌شود که «روی کاغذ یک آدم بکشند و تاآنجاکه‌امکان دارد قشنگ باشد»

در مورد انتخاب محل قرارگیری آدمک، جنسیت، اضافه کردن عناصر و استفاده یا عدم استفاده از رنگ اختیار و آزادی کامل داده می‌شود. تفاوت آشکار این تکنیک با آزمایش آدمک گودیناف در امکان تکرار تمرین در جلسات متوالی و نیز آزادی عمل دراضافه کردن تصاویر حاشیه‌ای به نقاشی‌است.
در پایان جلسات (که می‌تواند از ۵ تا ۱۰جلسه متغیر باشد) کلیهٔ نقاشی‌های ترسیم شدهٔ هرکودک در جلسه‌ای با حضور همه شرکت کنندگان در معرض تماشا قرارگرفته و به بحث و بررسی گذارده می‌شود این تمرین می‌تواند به صورت فردی و گروهی باشد.
نتایج پژوهشی[صاحبی، دکتر محمد  علی وهمکاران(۱۳۸۲)] بر روی بیماران مبتلابه عارضه دوقطبی بستری شده در بیمارستان روزبه تهران به منظور «بررسی شاخص‌های ابعاد و رنگ در ترسیم آدمک رنگی» نشان می‌دهد:
الف) هر چند طول و سطح ترسیم درگروه پسران به‌طور قابل توجهی بزرگتر از گروه دختران بود منتها به دلیل انحراف معیار بالا درهرد و شاخص به خصوص در مورد «سطح» تفاوت‌ها معنا دارنبوده و نمی‌توان چنین نتیجه گرفت که جنسیت تأثیری دراندازهٔ نقاشی‌ها داشته‌است.
ب) هر چند که انتظار میرفت اکثر شرکت کنندگان درآزمون، نقاشی خود را رنگ کنند، اما ۶۴٪ ازآنان در نقاشی خود از رنگ استفاده نکرده و ۳۶٪ باقی‌مانده نیز اکثراً در نقاشی‌های خود از رنگ گرم در ترسیم استفاده کرده‌اند. در پایان این تحقیق پژوهشگر با انطباق یافته‌های خود نتیجه می‌گیرد که در میان بیماران مبتلا به اختلال دوقبطی ارتباط متقن و قوی میان کیفیت خلق و اندازهٔ ترسیم با رنگ‌آمیزی آن وجود ندارد که این مورد با یافته‌های بورکیت که همین آزمون را در مورد کودکان عادی درسنین ۵ تا ۱۲ سال انجام داد مطالعه بقت ندارد. یافته‌های بورکیت نشان می‌دهد که:
- الف) یک ارتباط خطی بین احساسات و عواطف نقاش با رنگ‌های مورد استفاده مشاهده می‌شود.
- ب) کودکان رنگ‌های خوشایند را برای رنگ آمیزی تصاویر خوشایند رنگ گرم و رنگ‌های ناخوشایند را برای تصاویر ناخوشایند (سیاه و به‌طورکلی تیره) و نیز رنگ‌های خنثی (خاکستری) را برای تصاویر خنثی بکار برده‌اند.
- ج) کودکان کم سن و سال، رنگ‌های (قرمز و بنفش) و بزرگترها رنگ‌های تیره‌تر را بیشتر ترجیح داده‌اند.
- د) رنگ زرد و آبی بین پسران و قرمز در میان دختران غلبه داشته‌است.

از مطابقت نتایج حاصل از این دو پژوهش، می‌توان نتیجه گرفت که اختلاف فاحشی در چگونگی ترسیم میان دانش آموزان سالم و عادی با کودکان دارای ناهنجاری‌های روانی وجود دارد.
جلسات گروهی نقاشی درمانی بخصوص در هنگام تحلیل گروهی آثار، می‌تواند شناخت جدیدی نسبت به شکل، رنگ و چگونگی ا استفاده از آن‌ها را به کودکان منتقل کند.
- دختر بچه پنج ساله در حال نشان دادن نقاشی خود.

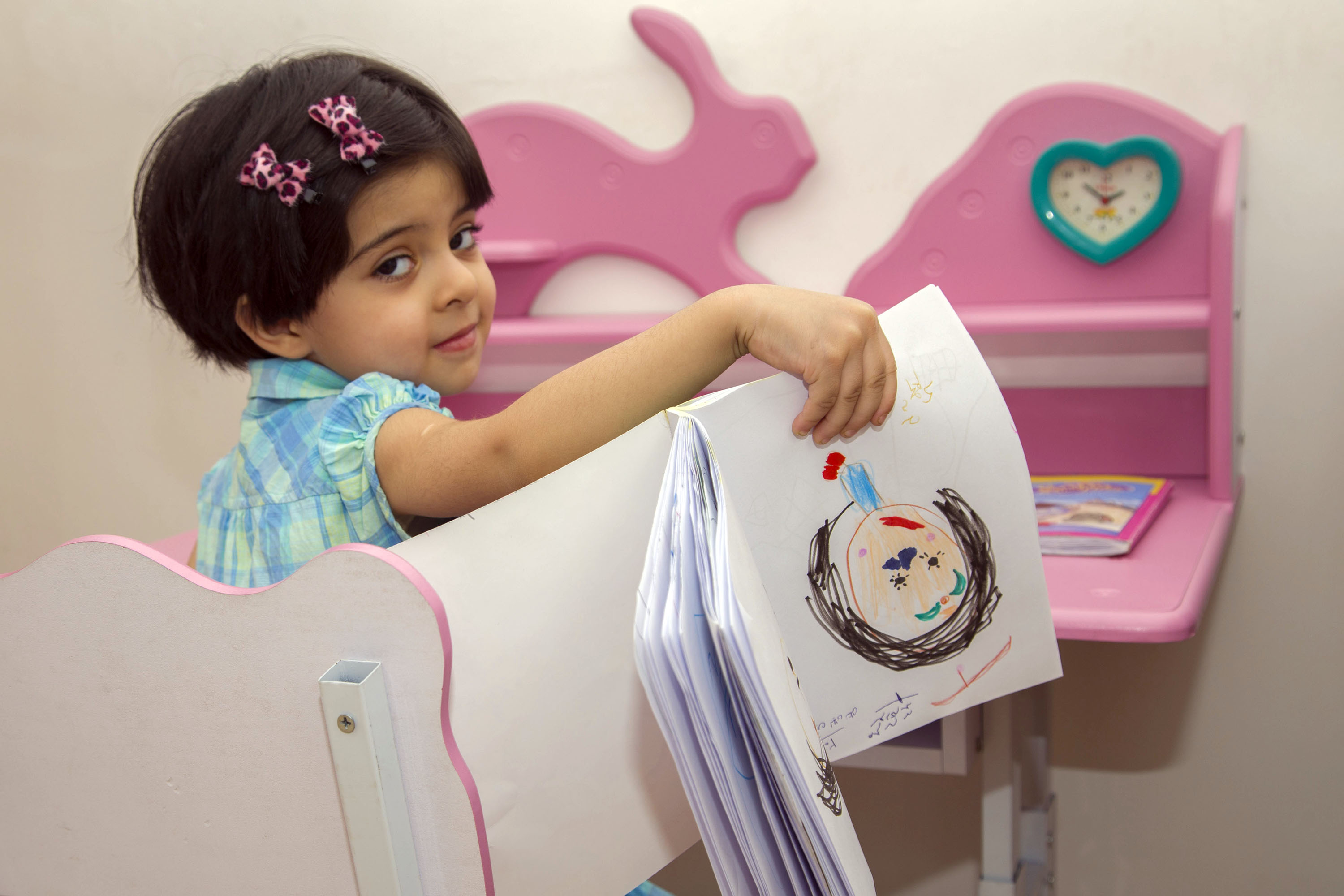
دختر بچه پنج ساله در حال نشان دادن نقاشی خود.

  - ۳-درتکنیک دیگری که به شیوهٔ نقاشی‌درمانی می‌توان اجرا کرد امکانات اولیه که در تمرین‌های قبل نیز به بدان‌ها اشاره شد، دراختیار گروه قرار می‌گیرد اما این بار «هنر درمانگر» با هدایت گروه به سمت سوژه‌های از قبل تعیین شده سعی دارد به ذهن آنان ساختاری بدهد. به عنوان نمونه با دست مایه قرار دادان سوژه‌ای، بازگویی قصه‌ای یا انجم یک گردش و ترسیم هر آنچه گروه دیده‌است در قالب یک نقاشی، این تکنیک اجرا می‌شود. در این شیوه هر کدام از اعضای گروه تلاشی برای تجسم بخشیدن به مکنونات ذهنی خود دارند؛ و در این مرحله است که نقش هنر درمانگر و تیم همراه، برای جهت دهی صحیح به کار گروه مشخص می‌شود. نقش درمانگر و مداخله آگاهانه او در فرایند خلافیت گروهی اساسیترین عنصر در کاهش آسیب‌های روانی میان اعضای گروه‌است. تحقیق [کاوه، محمدحسین و همکاران(۱۳۸۱)]،[۱۵] درارتبـاط با نقـش مداخله گرانه معلمان در زمینه بهداشت روانی در مدارس ابتدایی نیز تأکیدی بر همین موضوع است ایشان همچنین محقق ساخت که:
- الف) عملکرد معلمان با مدارک بالای تحصیلی آنان ارتباط معنی داری دارد.
- ب) معلمان آموزش دیده از پتانسیل بالایی برای مشارکت درارائه خدمات برخودار بوده و دارای بیشترین میزان تأثیر در میان داش آموزان بوده‌اند.
- ج) مداخله آموزشی می‌تواند عملکرد یا رفتارهای بهداشتی را بهبود بخشد. از اینرو می‌توان با تربیت نیروی انسانی متخصص و تیم همراه پزشکی و هنری، در سطح مراکز آموزشی شهر واستان، به بهبود شاصه‌های کیفی بهداشت روانی دانش آموزان کمک شایان توجهی کرد.